# Jean-Pierre Bourdeaud'huy

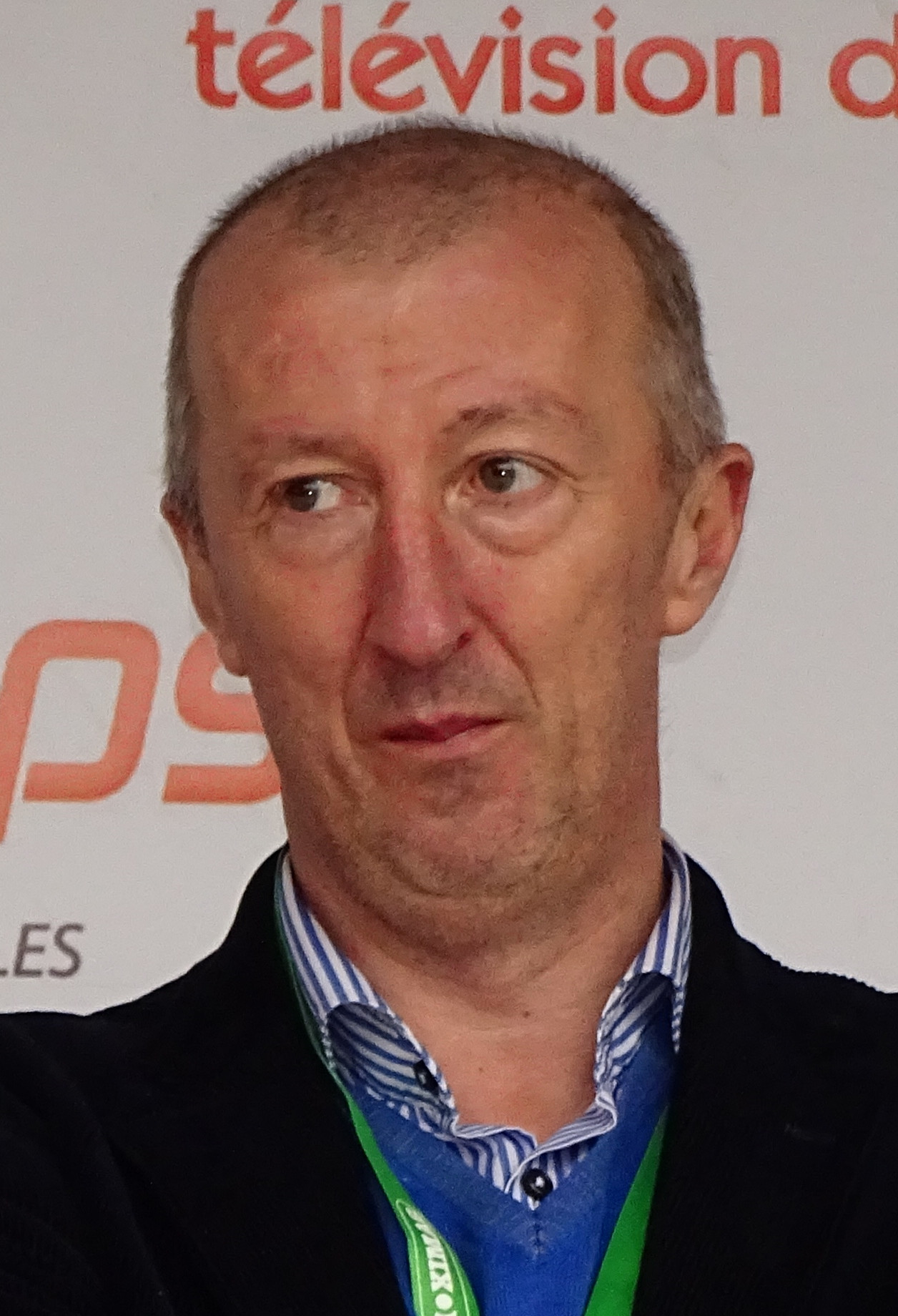
Jean-Pierre Bourdeaud'huy

Jean-Pierre Bourdeaud'Huy (30 april 1964) is een Belgische politicus voor de MR. Hij is burgemeester van Mont-de-l'Enclus.

## Biografie
Bourdeaud'Huy nam voor het eerst deel aan de gemeenteraadsverkiezingen in 2000. Bij de verkiezingen van 2006 haalde zijn partij MR een absolute meerderheid en Bourdeaud'huy werd burgemeester.
Voor de verkiezingen van 2012 verenigde de oppositie van PS, CdH en Ecolo zich op een kartellijst. De MR verbeterde echter nog haar score van 2006 en haalde 68% van de stemmen. Jean-Pierre Bourdeaud'huy bleef burgemeester.